# Butterberg (Werther)
Der Butterberg ist mit 298,8 m ü. NHN die zweithöchste Erhebung in der Gemeinde Werther, im thüringischen Landkreis Nordhausen (Deutschland).

## Geographische Lage
Er liegt im südlichen Vorland des Harzes, dem Nordthüringer Hügelland. Der Butterberg erhebt sich gut 2,3 km südwestlich von Großwerther, 3,6 km südöstlich von Großwechsungen und knapp 1,4 km südlich des Weilers Schern, alle drei gehören der Einheitsgemeinde Werther an, sowie 3,7 km nordöstlich des historischen Wipperdorfer Ortsteils Pustleben, 1,8 km nordöstlich von Mörbach, 2,7 km nordwestlich von Wollersleben und gut 3,4 km nordwestlich des Bahnhofs und Umspannwerks von Wolkramshausen, alle liegen in der Stadt und Landgemeinde Bleicherode. Weiterhin bildet der Butterberg die Wasserscheide zwischen den Einzugsgebieten der Helme im Norden und der Wipper im Süden. Der südliche Ausläufer des Bergs ist bewaldet, wird als Brocken bezeichnet und ist rund  290 m ü. NHN hoch. Unmittelbar südsüdwestlich schließt sich das Waldgebiet Tiefenbach an, welches durch eine Hochspannungsleitung durchschnitten wird. Weitere Erhebungen in unmittelbarer Nachbarschaft sind im Norden der Rangenberg 252,2 m ü. NHN, im Osten der Rosinenberg, im Südosten der Siechenberg 267,5 m ü. NHN und im Westen der Schernberg 291,7 m ü. NHN.

## Berghöhe
Der Butterberg ist 298,8 m ü. NHN hoch. Auf seiner höchsten Stelle ist auf topographischen Karten ein trigonometrischer Punkt (TP)  verzeichnet. Dieser TP war bis in die 1960er Jahre mit einem Signalturm aus Holz überbaut. Heute ist von dem Turm nichts mehr zu erkennen.